# Templo de Kun Iam Tong (Macau)

Entrada do Templo de Kun Iam Tong.

Pátio principal do Templo de Kun Iam Tong.

O Templo de Kun Iam Tong (em chinês:  普濟禪院) é um dos três maiores e mais ricos templos budistas de Macau e, originalmente, era chamado de “Pou Chai Sim Un” (Templo de Pou Chai). É considerado como um dos templos mais antigos de Macau e foi fundado no séc. XIII para venerar a Kun Iam, a representação chinesa de Avalokiteshvara, o Bodhisattva da Misericórdia. Os edifícios actuais do templo foram construídos em 1627, facto comprovado por uma laje do pátio onde está escrito, em chinês: “Construído no sétimo mês do sétimo ano do reinado do Imperador Tian Qi”. O Templo localiza-se na Avenida do Coronel Mesquita, na Freguesia de Nossa Senhora de Fátima, perto de Mong-Há e dos Templos de Kun Iam Tchai e de Seng Wong.
O templo possui um grande portão de entrada e telhados adornados com figuras de porcelana. Dentro do templo, existem 3 pavilhões principais ricamente decorados que são separados por 2 pátios. Estes pavilhões são dedicados, respectivamente, aos Três Budas Preciosos, ao Buda da Longevidade e a Kun Iam. No terceiro pavilhão, a estátua de Kun Iam está vestida de seda bordada e decorada com uma coroa em franja, que é substituída anualmente. É acompanhada por 18 Budas de cada lado do altar. Atrás destes pavilhões existem jardins com terraços, e um deles contém um arco comemorativo. Para além do valor arquitectónico e artístico do templo, dada à sua rica decoração, ele guarda uma grande quantidade de documentos importantes e rolos de caligrafia e pintura chinesas de autores famosos como, por exemplo, Qu Dajun. Durante a Segunda Guerra Mundial, o pintor chinês Gao Jianfu viveu e ensinou no templo.
Foi precisamente numa mesa de pedra localizado num dos jardins do templo que foi assinado o primeiro tratado sinoamericano em 3 de Julho de 1844 pelo Vice-Rei de Cantão, Ki Jing, e o ministro Caleb Cushing dos Estados Unidos. Este tratado é conhecido como o Tratado de Wanghia. Perto da mesa, existem 4 árvores de idade avançada com ramos entrelaçados, mais conhecidas de "árvores dos amantes" e que simbolizam a fidelidade conjugal. Noutras partes do jardim existem um pequeno pavilhão que contém uma estátua de mármore de um monge, várias fontes com a forma de paisagens chinesas em miniatura, tufos de bambu e pequenos nichos em honra de monges falecidos.
A festa de Kun Iam é celebrada no 19º dia do segundo, sexto, nono e décimo primeiro meses lunares.